# 1980 dans les parcs de loisirs
| Années des parcs de loisirs : 1977 - 1978 - 1979 - 1980 - 1981 - 1982 - 1983    |
| Décennies des parcs de loisirs : 1950 - 1960 - 1970 - 1980 - 1990 - 2000 - 2010 |

## Parcs d'attractions

### Ouverture
- Alton Towers ( Royaume-Uni) ouvert au public le 4 avril.
- Sesame Place ( États-Unis) ouvert au public le 30 juillet.
- Siam Park City ( Thaïlande) ouvert au public en novembre.

### Fermeture
- Frontier Village (en) ( États-Unis) Fermé le 28 septembre 1980.

## Événements
- Magic Kingdom ( États-Unis) reçoit l'Applause Award au titre de meilleur parc de loisirs du monde[1].
- Premières montagnes russes à posséder quatre inversions : Carolina Cyclone à Carowinds aux États-Unis.

## Attractions
Ces listes sont non exhaustives.

### Montagnes russes

#### Délocalisations
| Nom      | Type/Modèle | Constructeur      | Parc                       | Pays       | Anciennement                    |
| -------- | ----------- | ----------------- | -------------------------- | ---------- | ------------------------------- |
| Big Bend | Assise      | Anton Schwarzkopf | Six Flags Over Mid-America | États-Unis | Big Bend à Six Flags Over Texas |

#### Nouveautés
| Nom                                     | Type/Modèle                   | Constructeur      | Parc                              | Pays        |
| --------------------------------------- | ----------------------------- | ----------------- | --------------------------------- | ----------- |
| Big Thunder Mountain                    | Train de la mine              | WED Enterprises   | Magic Kingdom                     | États-Unis  |
| Blauer Enzian                           | E-Powered                     | Mack Rides        | Gröna Lund                        | Suède       |
| Boomerang                               | Navette                       | Arrow Dynamics    | Korakuen Amusement Park           | Japon       |
| Carolina Cyclone                        | Assises                       | Arrow Dynamics    | Carowinds                         | États-Unis  |
| Cohete                                  | Assises                       | Vekoma            | Italpark (en)                     | Argentine   |
| Corkscrew                               | Assises                       | Arrow Dynamics    | Valleyfair                        | États-Unis  |
| Corkscrew                               | Assises                       | Vekoma            | Alton Towers                      | Royaume-Uni |
| Jet Star                                | Assises / Jet Star            | Anton Schwarzkopf | Särkänniemi                       | Finlande    |
| Judge Roy Scream                        | Bois                          | William Cobb      | Six Flags Over Texas              | États-Unis  |
| Laser Loop                              | Navette                       | Anton Schwarzkopf | Kennywood                         | États-Unis  |
| Lisebergs Loopen                        | Assises / Looping Star        | Anton Schwarzkopf | Liseberg                          | Suède       |
| Nessie Superrollercoaster               | Assises                       | Anton Schwarzkopf | Hansaland                         | Allemagne   |
| Orient Express                          | Assises                       | Arrow Dynamics    | Worlds of Fun                     | États-Unis  |
| Railway Express                         | E-Powered                     | Soquet            | Parc du Bocasse                   | France      |
| Roaring Tornado                         | Lancées                       | Arrow Dynamics    | Magic Springs and Crystal Falls   | États-Unis  |
| Screamer Devenu Nightmare Mine en 1989. | Assises en intérieur / Galaxi | S.D.C.            | Frontier City                     | États-Unis  |
| Scorpion                                | Assises / Silverarrow         | Anton Schwarzkopf | Busch Gardens: The Dark Continent | États-Unis  |
| Shuttle Loop                            | Navette                       | Anton Schwarzkopf | Nagashima Spa Land                | Japon       |
| Space Salamander                        | Assises                       | Arrow             | Expoland                          | Japon       |
| Tokaydo Express                         | Junior                        | Pinfari           | Blackpool Pleasure Beach          | Royaume-Uni |

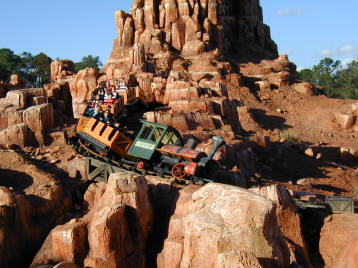
Big Thunder Mountain au Magic Kingdom
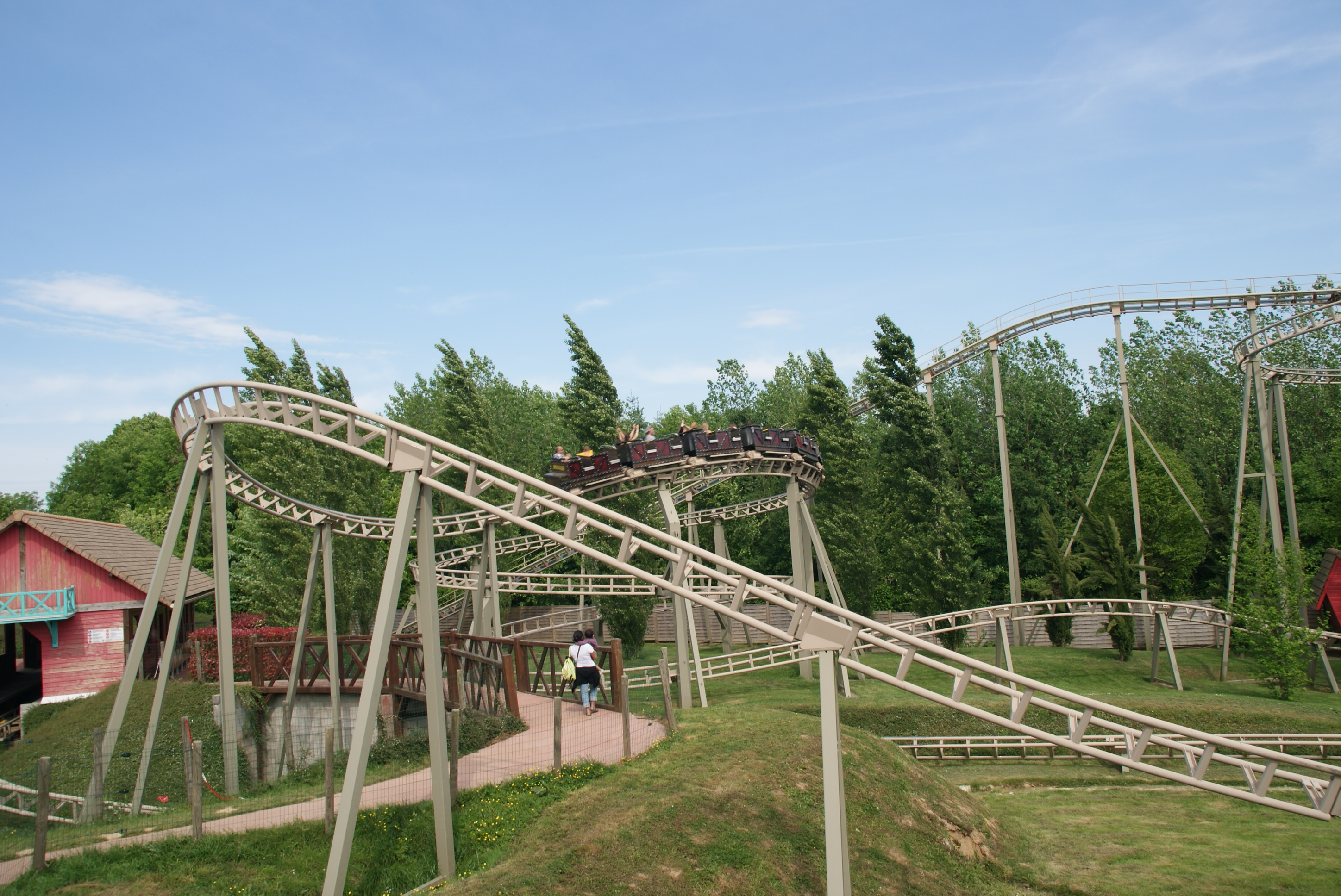
Bocasse Express au parc du Bocasse
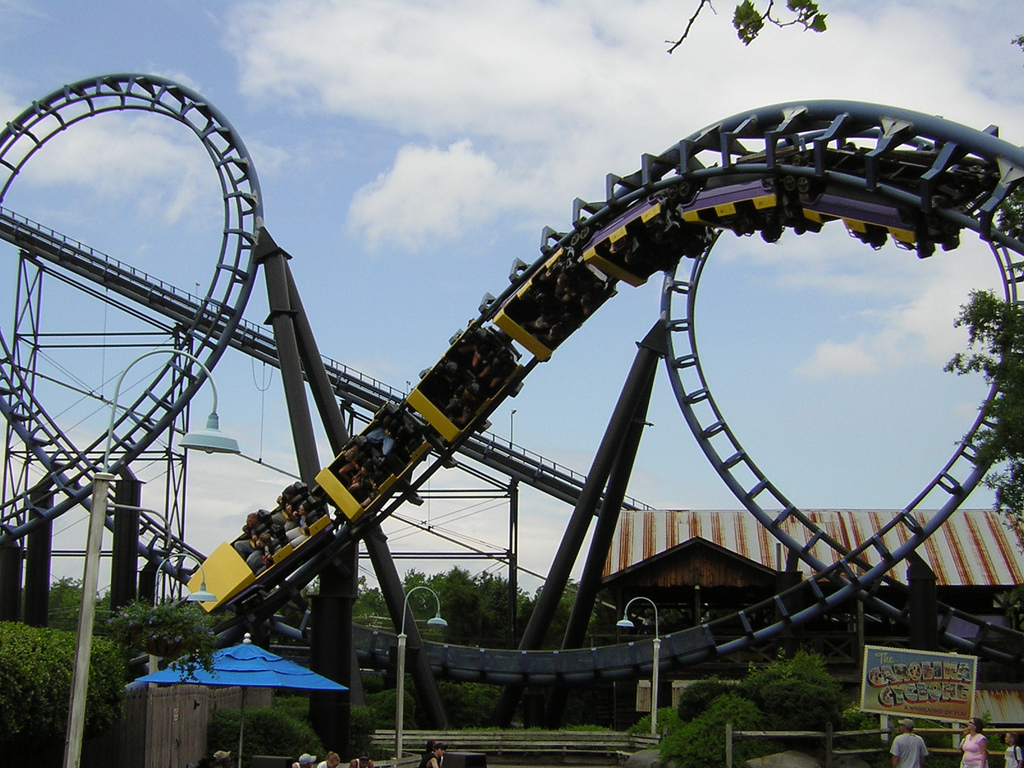
Carolina Cyclone à Carowinds
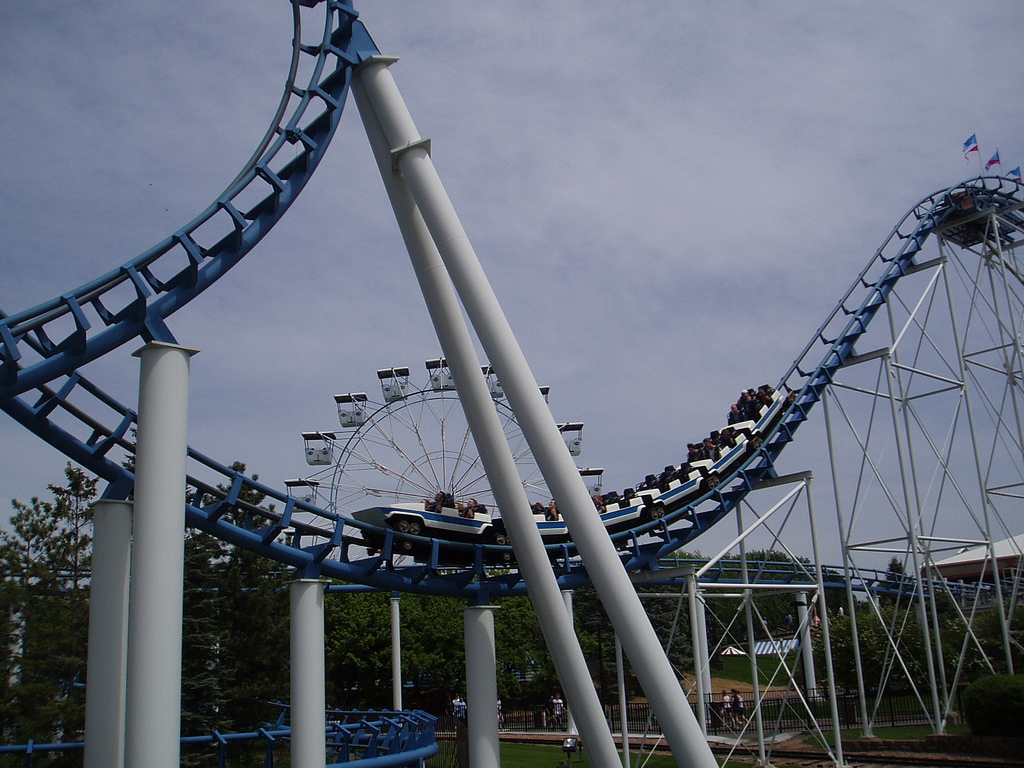
Corkscrew à Valleyfair
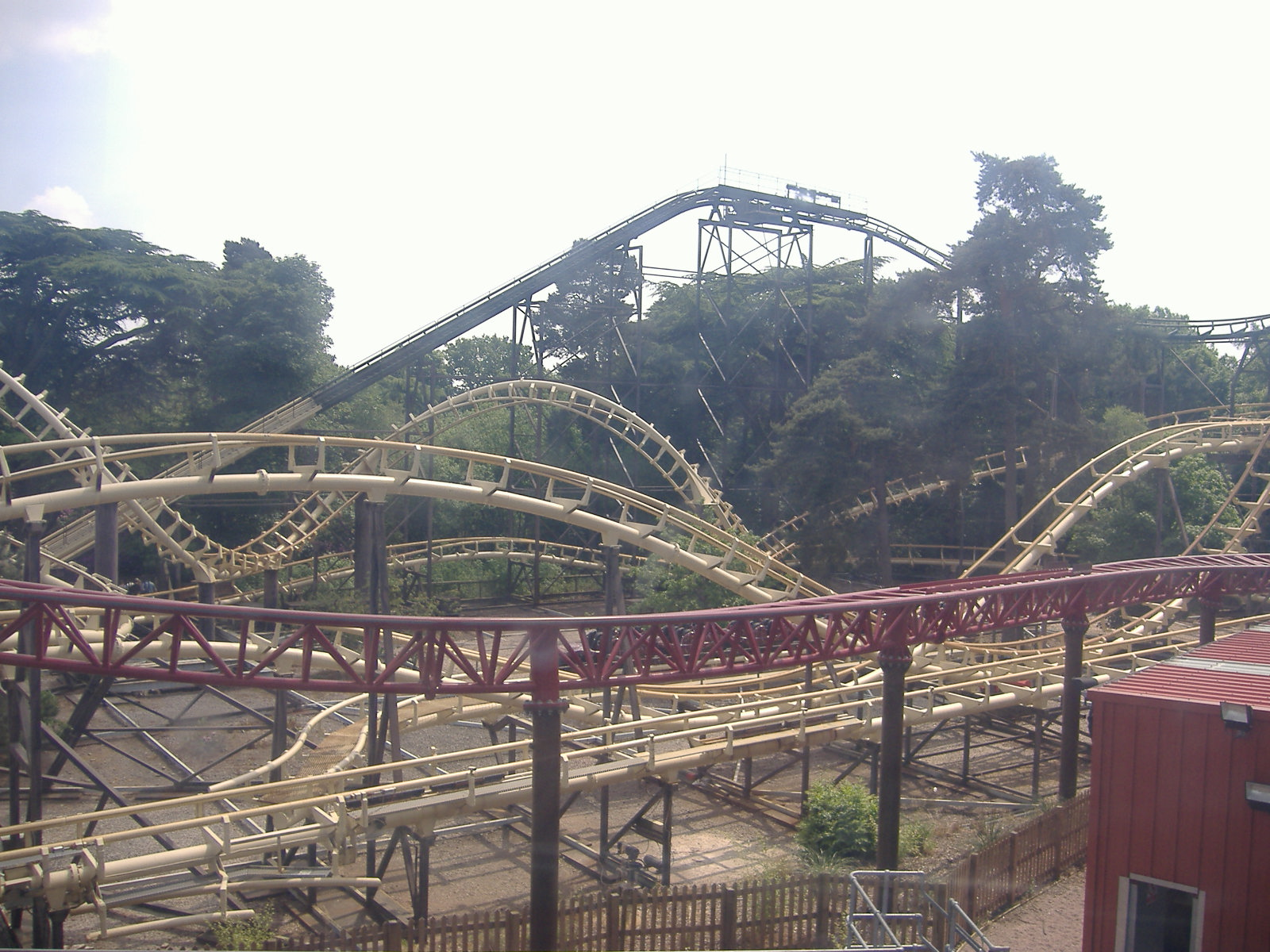
Corkscrew à Alton Towers
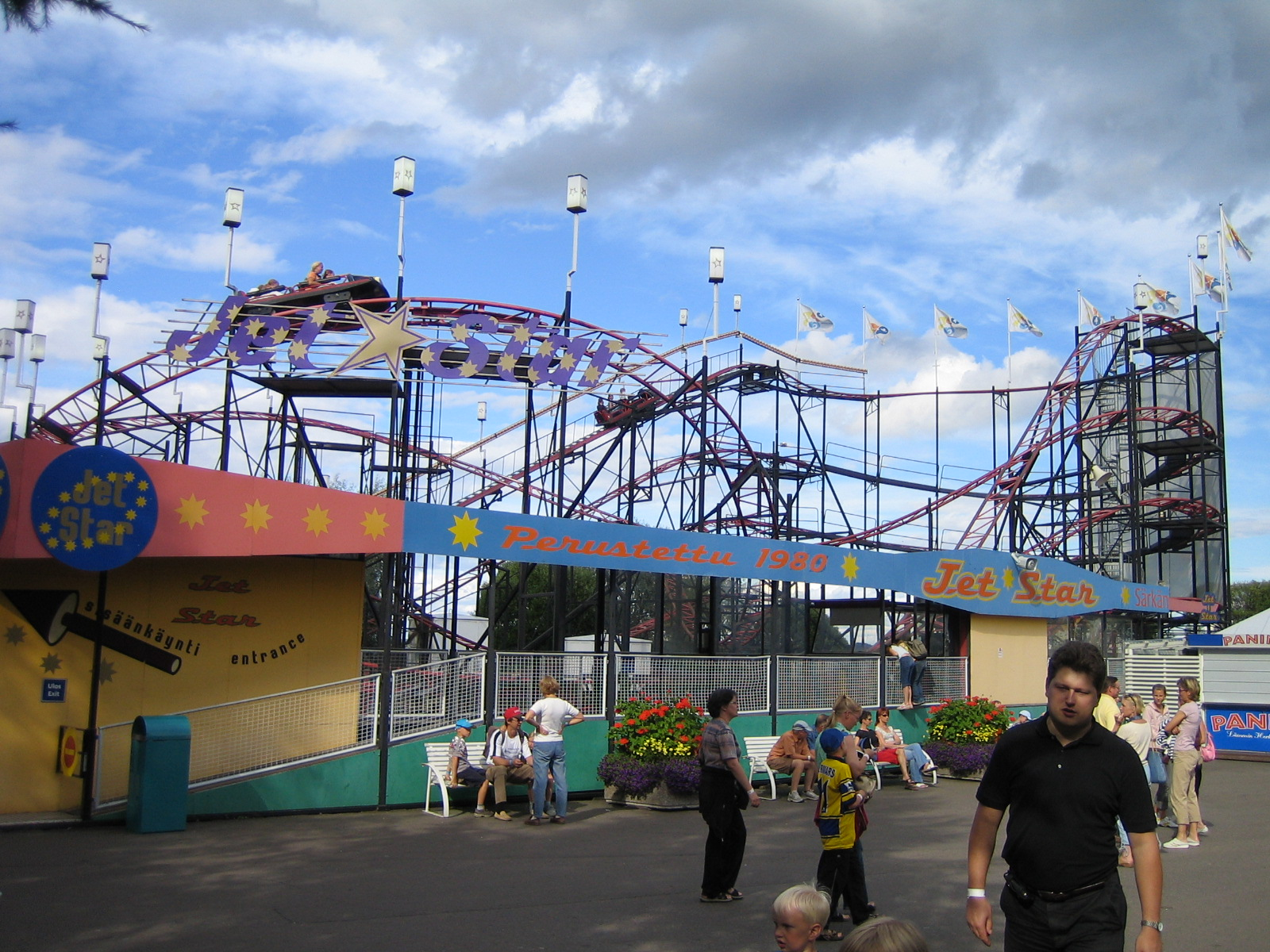
Jet Star à Särkänniemi Amusement Park
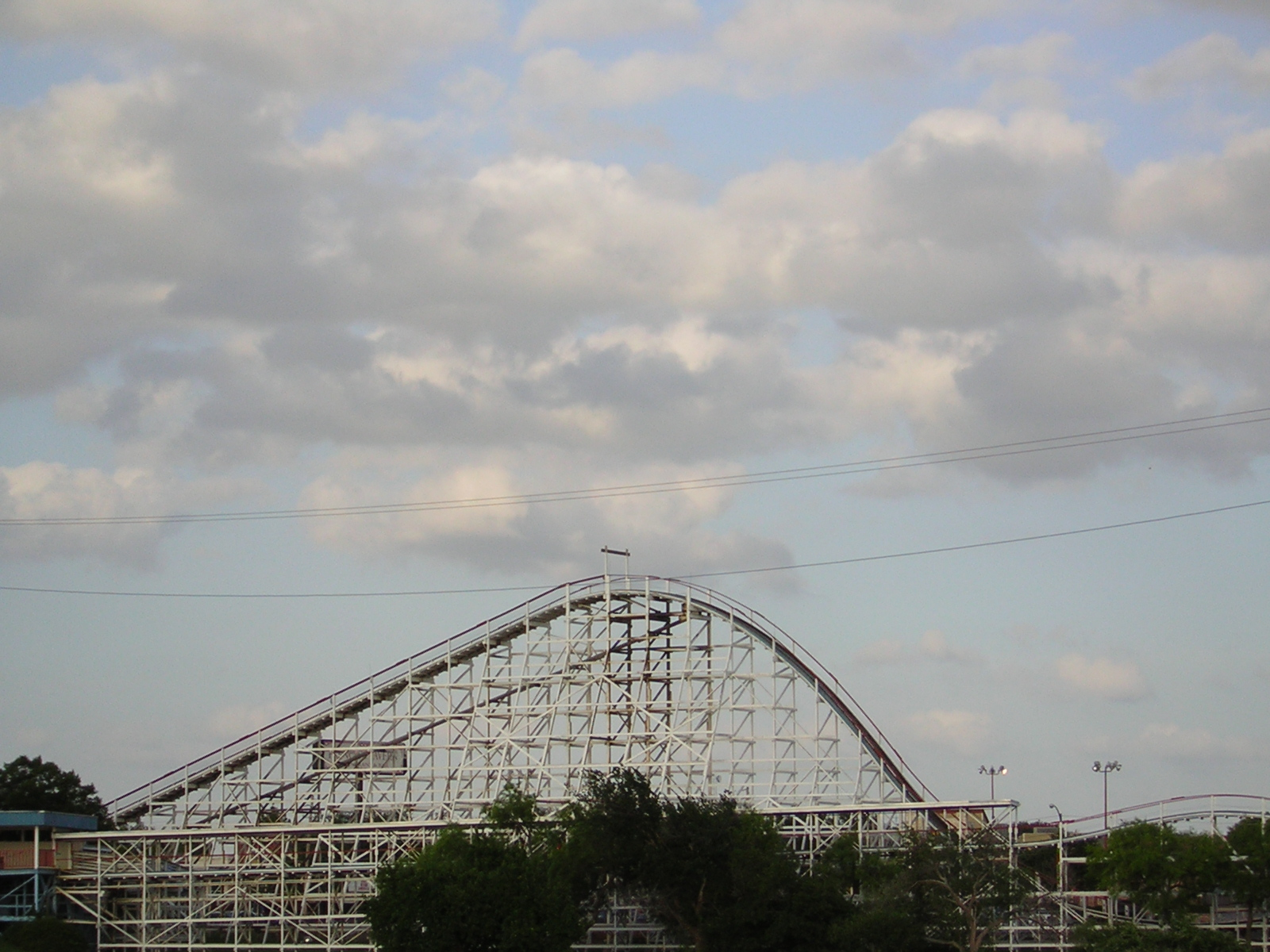
Judge Roy Scream à Six Flags Over Texas
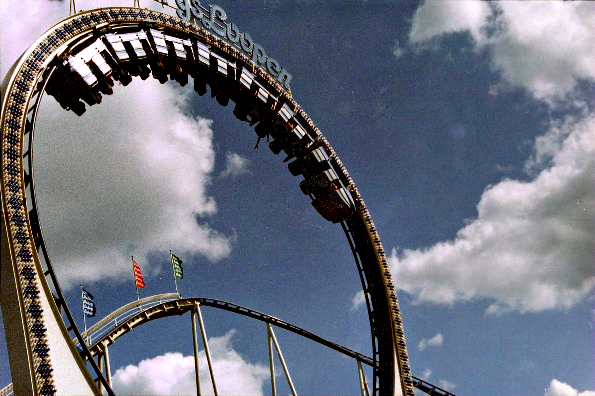
Lisebergs Loopen à Liseberg
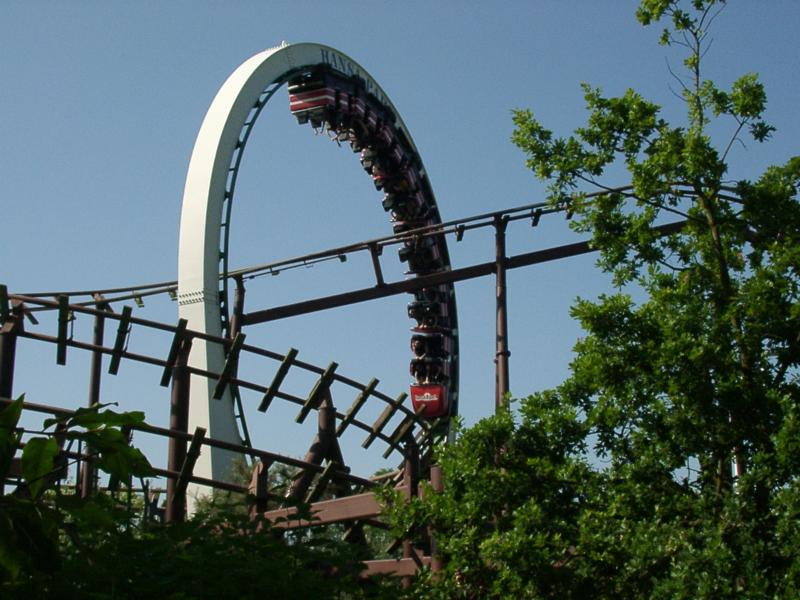
Nessie Superrollercoaster à Hansaland
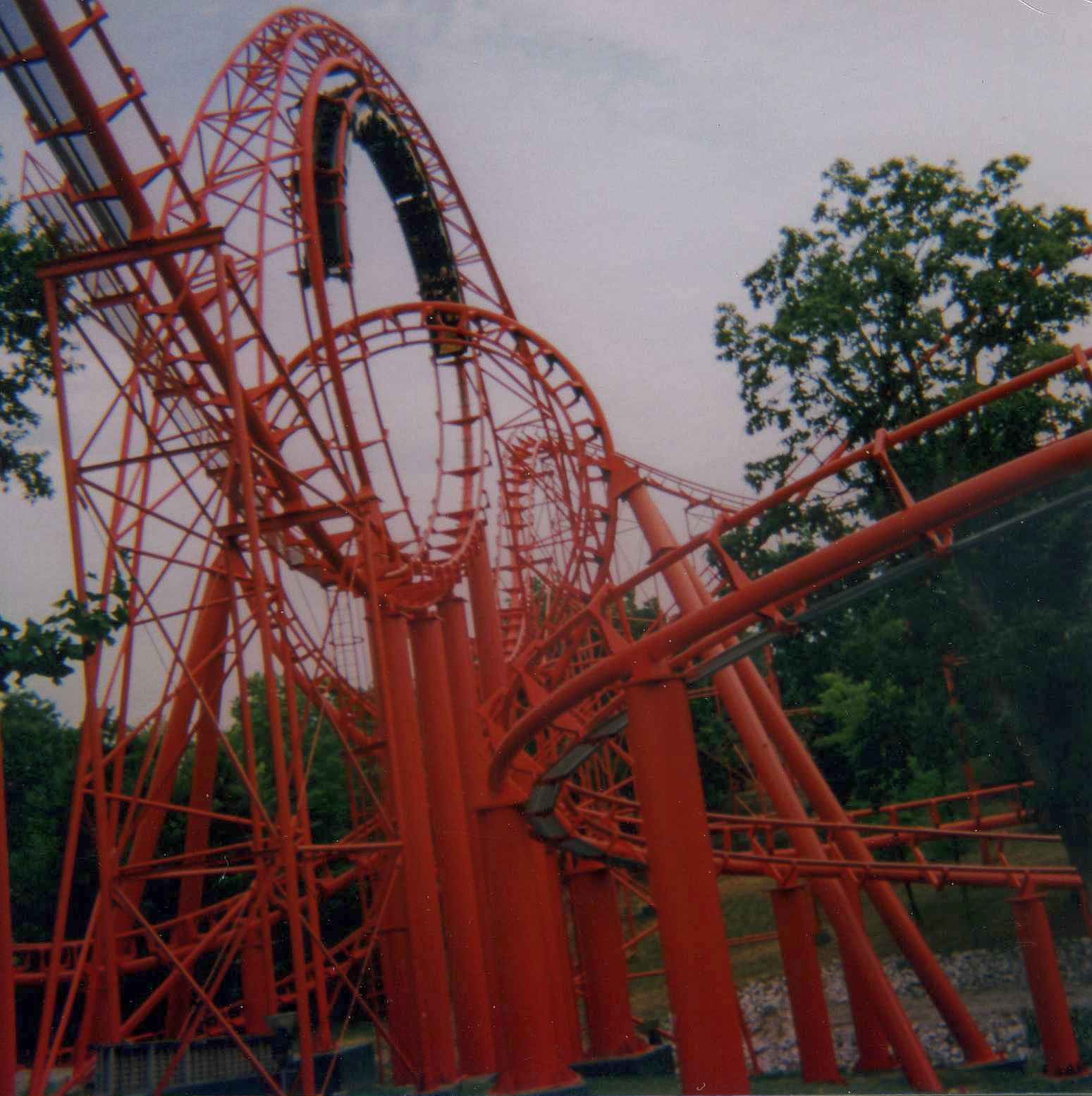
Orient Express à Worlds of Fun
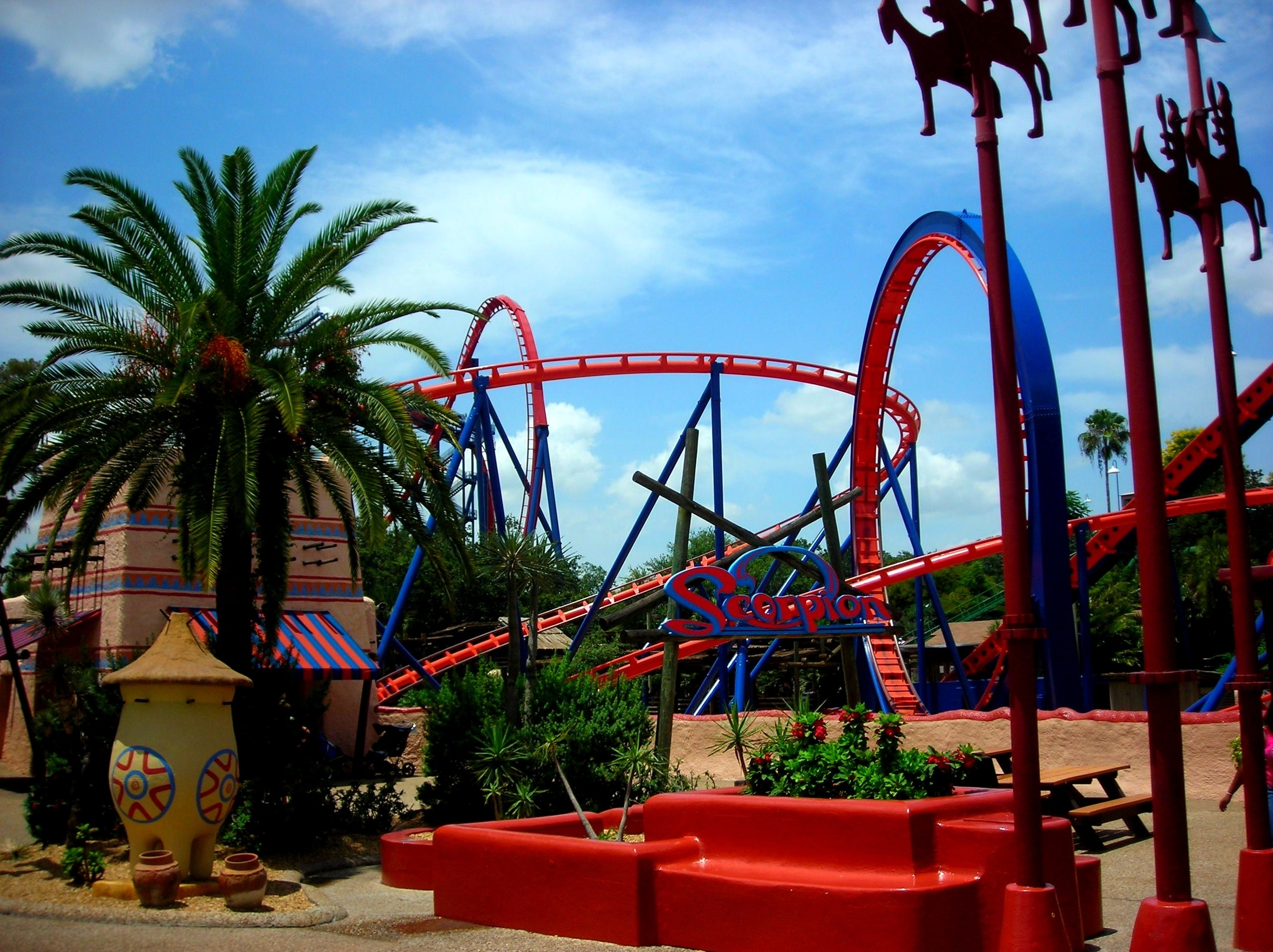
Scorpion à Busch Gardens: The Dark Continent
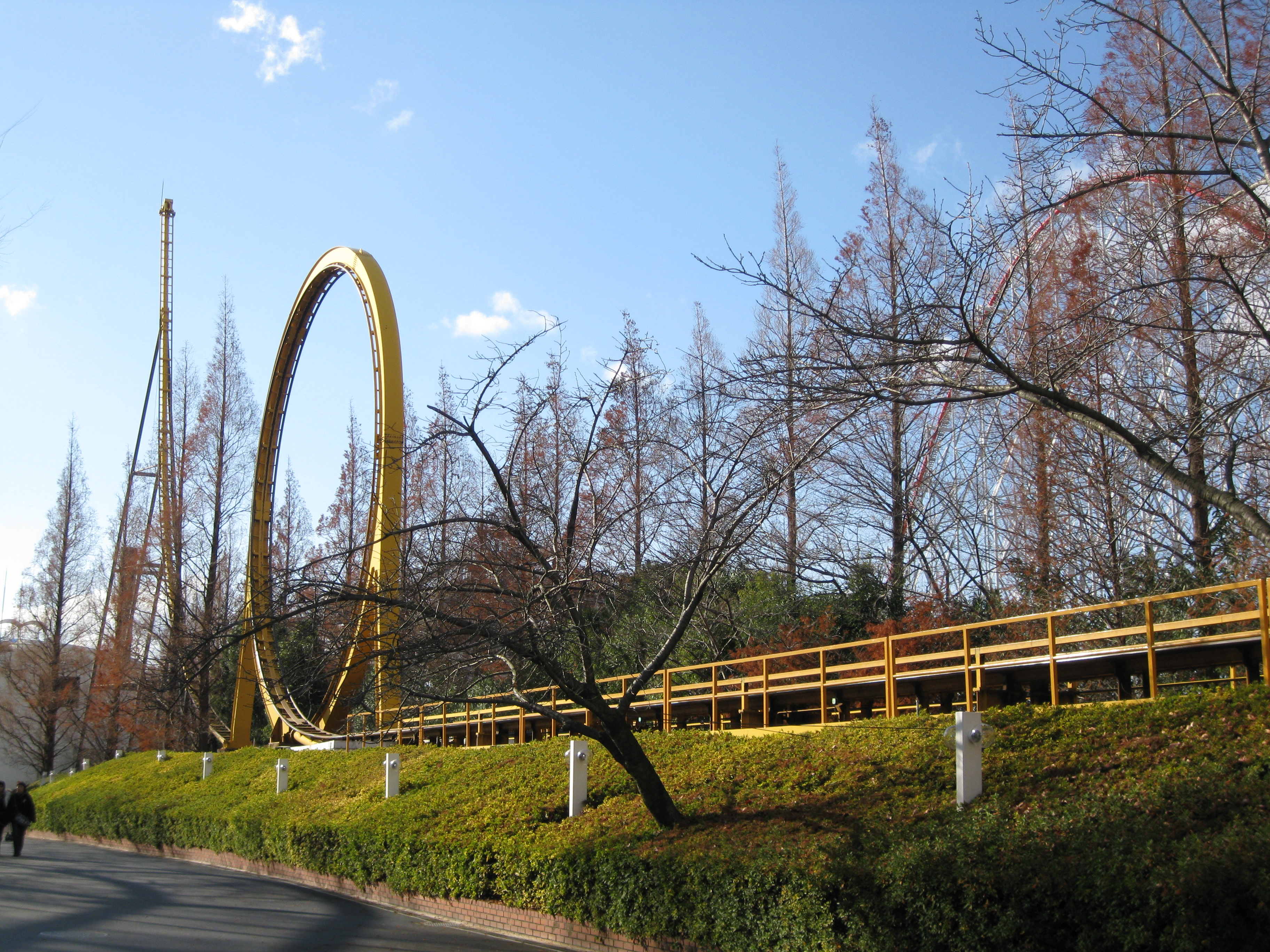
Shuttle Loop à Nagashima Spa Land

### Autres attractions
| Nom                       | Type/Modèle             | Constructeur              | Parc                      | Pays       |
| ------------------------- | ----------------------- | ------------------------- | ------------------------- | ---------- |
| Apollo                    | Chaises volantes        | Schwarzkopf/Bemboom Rides | Attractiepark Slagharen   | Pays-Bas   |
| Bateau Pirate             | Bateau à bascule        | Huss Rides                | OK Corral                 | France     |
| Buccaneer                 | Bateau à bascule        | Intamin                   | Six Flags Great Adventure | États-Unis |
| Carrousel                 | Carrousel               | Zierer                    | OK Corral                 | France     |
| De Piraat                 | Bateau à bascule        | Huss Rides                | Drievliet                 | Pays-Bas   |
| Enterprise                | Enterprise              | Huss Rides                | OK Corral                 | France     |
| Mine of Lost Souls        | Parcours scénique       | Sally Corporation         | Canobie Lake Park         | États-Unis |
| Pirate Ship               | Bateau à bascule        | Huss Rides                | Wild Waves Theme Park     | États-Unis |
| Randonnée Africaine       | Circuit de voitures     | Soquet                    | Le Pal                    | France     |
| River Splash              | Bûches                  | Reverchon                 | Bellewaerde               | Belgique   |
| Secret de La Licorne (le) | Parcours scénique       | Walibi, Studios Hergé     | Walibi Wavre              | Belgique   |
| Thunder River             | Rivière rapide en bouée | Intamin                   | Six Flags Astroworld      | États-Unis |
| Wild Water Slide          | Bûches                  | Intamin                   | Bobbejaanland             | Belgique   |
| Wildwasserbahn I          | Bûches                  | Mack Rides                | Heide Park                | Allemagne  |

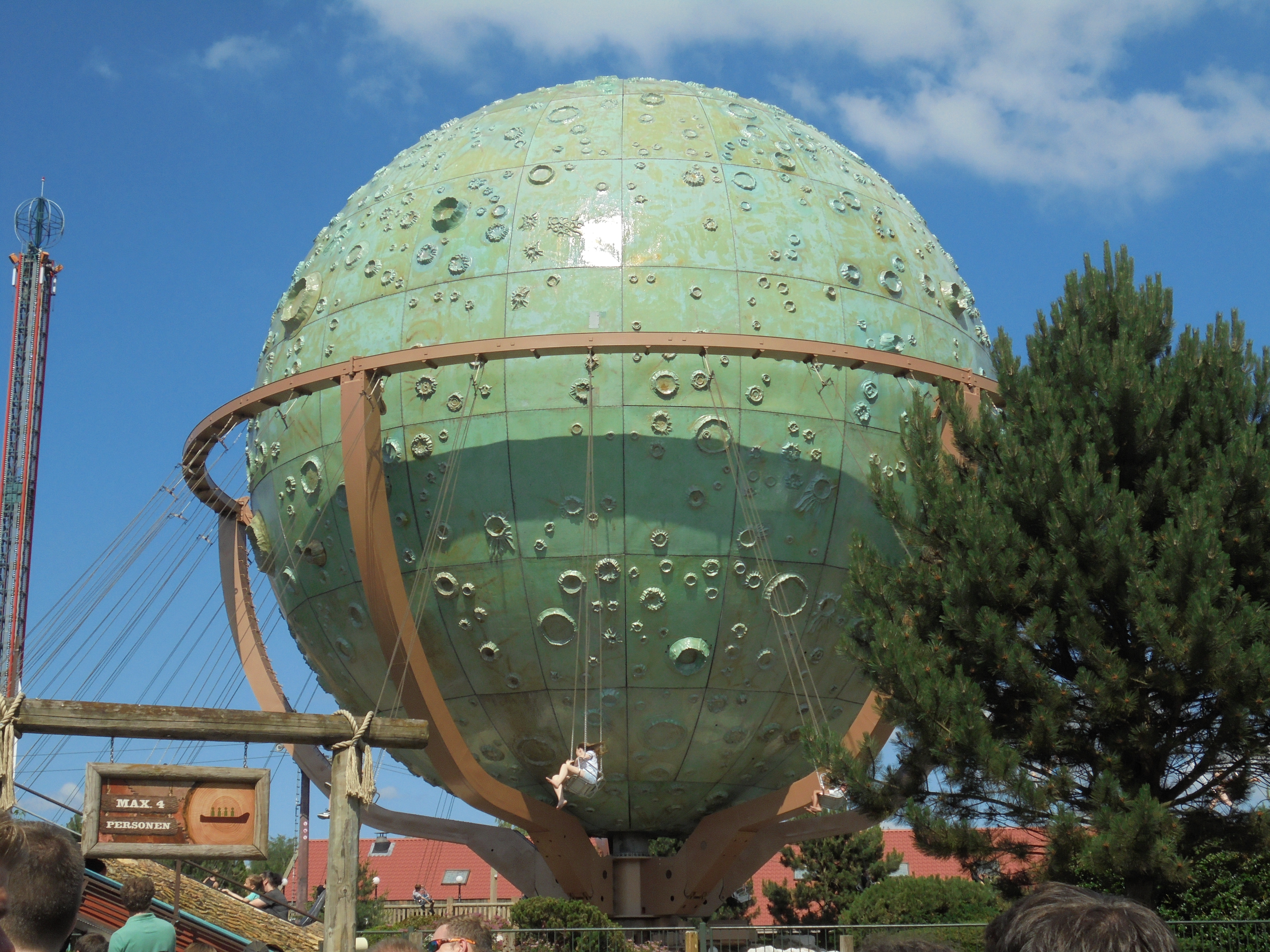
Apollo à Attractiepark Slagharen
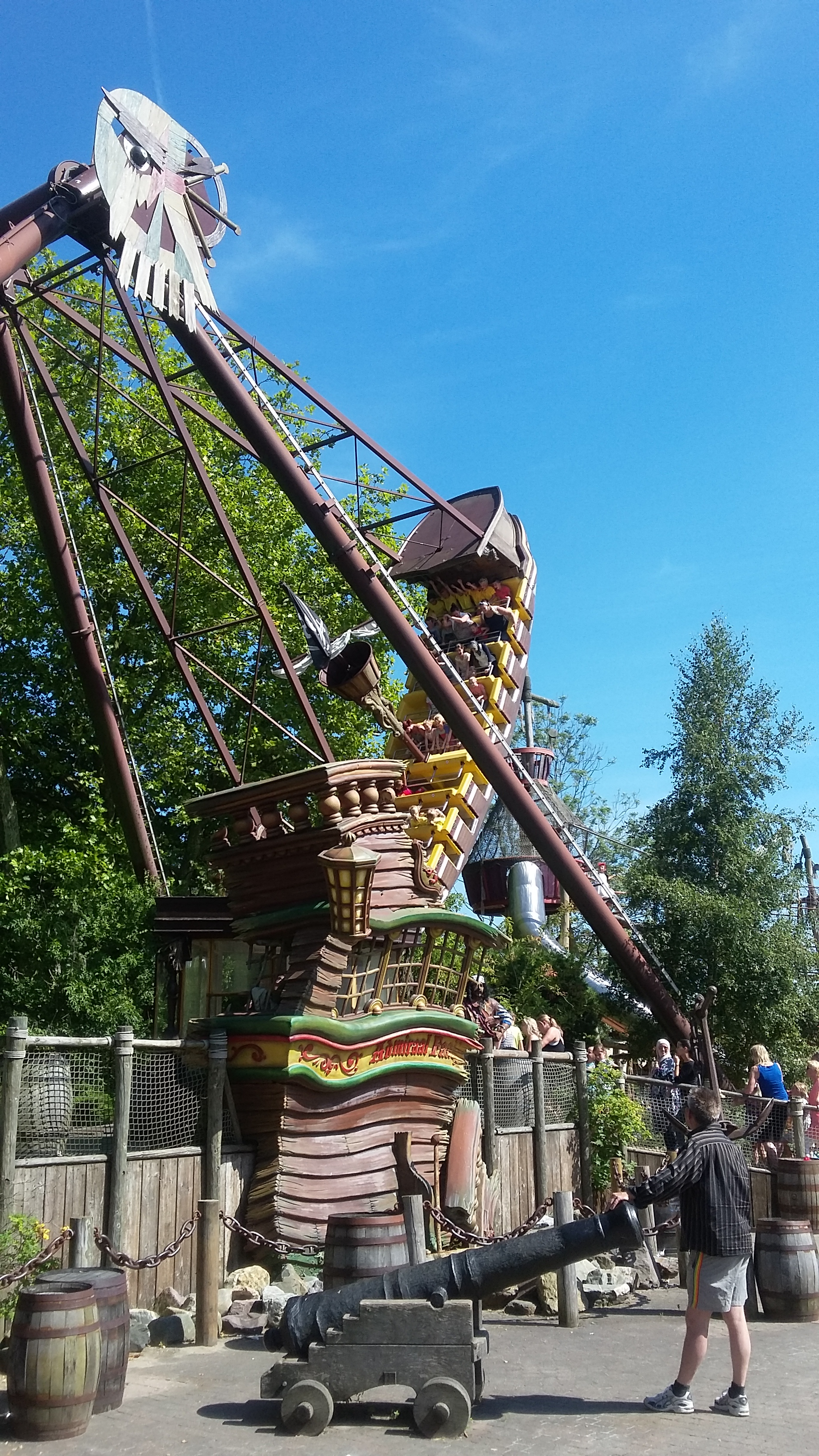
De Piraat à Drievliet
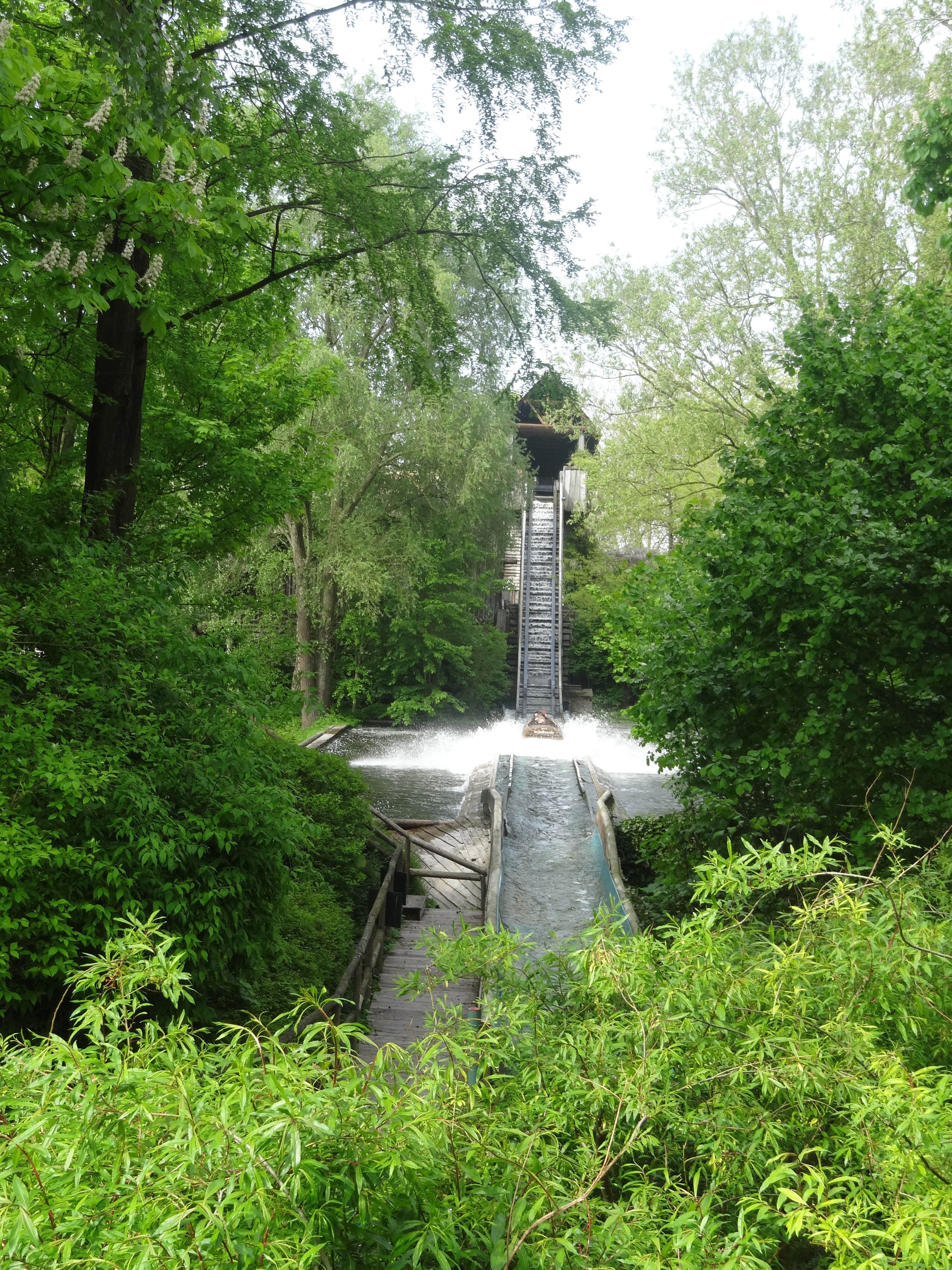
River Splash à Bellewaerde
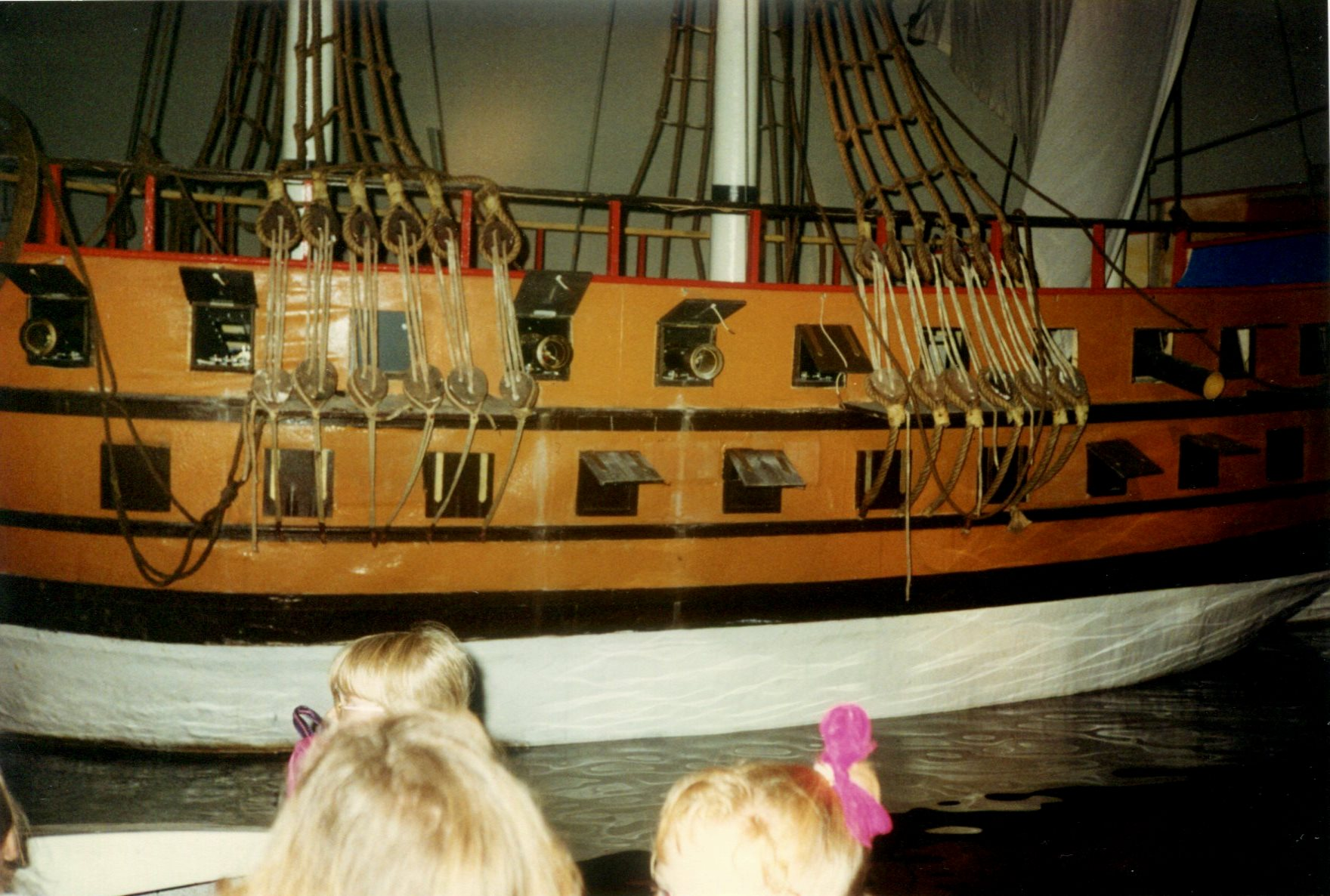
Secret de La Licorne à Walibi Wavre
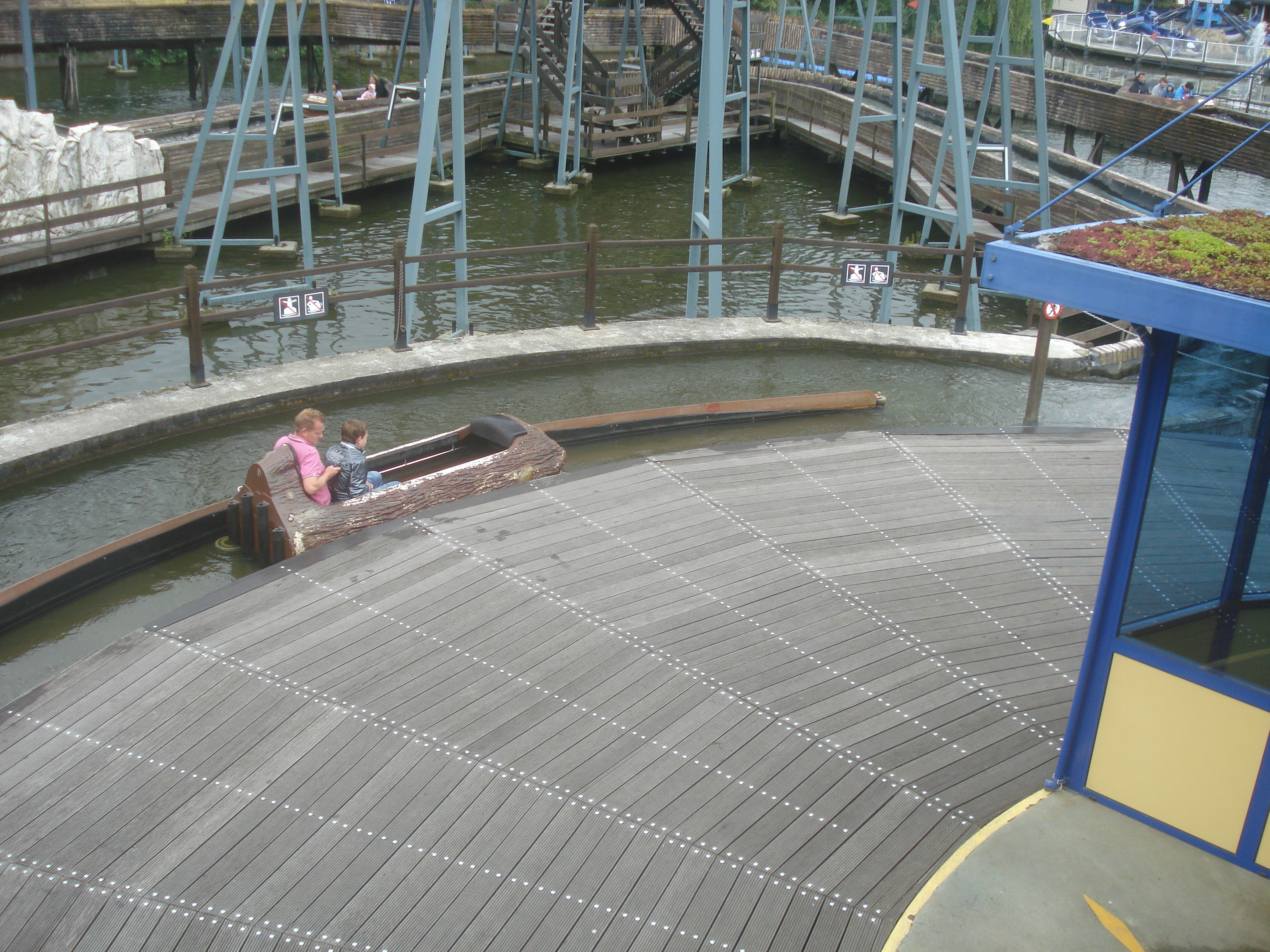
Wild Water Slide à Bobbejaanland
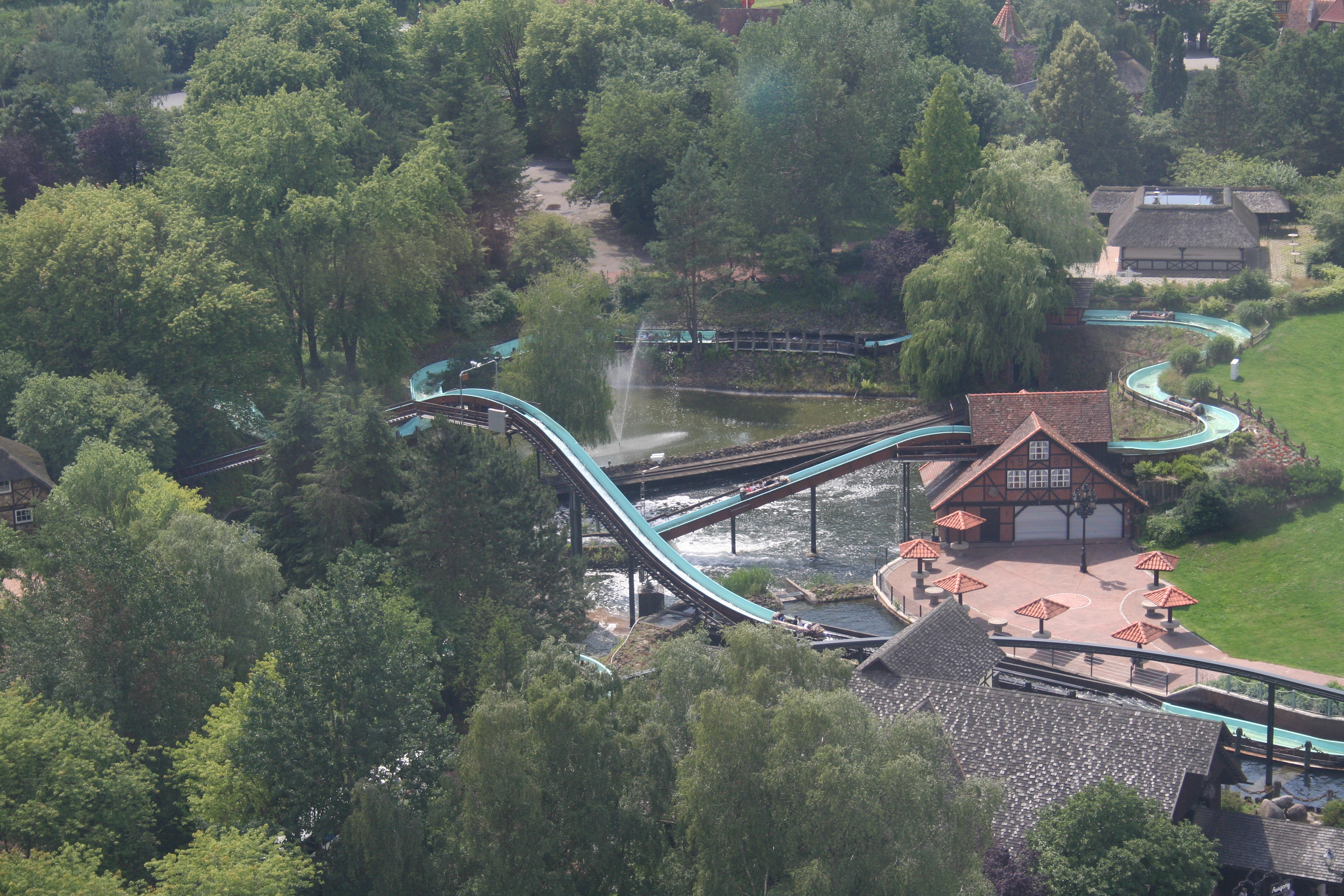
Wildwasserbahn à Heide Park